# Diocese do Alto Solimões
A Diocese do Alto Solimões (Dioecesis Solimões Superioris) é uma circunscrição eclesiástica da Igreja Católica no Brasil, pertencente à Província Eclesiástica de Manaus e ao Conselho Episcopal Regional Norte I da Conferência Nacional dos Bispos do Brasil, sendo sufragânea da Arquidiocese de Manaus. A sé episcopal está na Paróquia Santos Anjos da Guarda - Catedral, em Tabatinga. Possui uma Co-Catedral, a Paróquia São Paulo Apóstolo que fica em São Paulo de Olivença, no estado do Amazonas.

## Histórico
No período imperial os presidentes da Província do Amazonas, tentam contratar missionários europeus para a catequese e civilização dos índios. Daí a presença de capuchinhos e franciscanos. A Missão do Caldeirão do Solimões dos Franciscanos.
A Prefeitura Apostólica de Alto Solimões foi erigida a 23 de maio de 1910, pelo Papa Pio X, desmembrada da Diocese do Amazonas.
No dia 11 de agosto de 1950, o Papa Pio XII elevou a prefeitura apostólica à categoria de prelazia.
Foi elevada à dignidade de diocese pelo Papa João Paulo II no dia 14 de agosto de 1991.

## Demografia
Em 2004, a diocese contava com uma população aproximada de 169.000 habitantes, com 58% de católicos.
O território da diocese é de 130.240 km², organizado em 8 paróquias.

## Bispos, prelados, prefeitos e administradores
Encarregados da diocese:
|                             | Nome                                             | Período           | Notas                                                         |
| Bispos diocesanos           | Bispos diocesanos                                | Bispos diocesanos | Bispos diocesanos                                             |
| --------------------------- | ------------------------------------------------ | ----------------- | ------------------------------------------------------------- |
| 2º                          | Adolfo Zon Pereira, S.X.                         | 2015 —            | Atual                                                         |
| 1º                          | Evangelista Alcimar Caldas Magalhães, O.F.M.Cap. | 1990 — 2015       | Renunciou por idade                                           |
| Bispos coadjutores          |                                                  |                   |                                                               |
|                             | Adolfo Zon Pereira, S.X.                         | 2014 — 2015       | Sucedeu                                                       |
| Bispos prelados             |                                                  |                   |                                                               |
| 2º                          | Adalberto Domenico Marzi, O.F.M.Cap.             | 1961 — 1990       | Renunciou.                                                    |
| 1º                          | Cesário Alexandre Minali, O.F.M.Cap.             | 1955 — 1958       | Nomeado bispo prelado de Carolina                             |
|                             | Wesceslau Nazareno Ponti, OFM Cap.               | 1952              | Bispo eleito. Faleceu antes de receber a ordenação episcopal. |
| Prefeitos apostólicos       |                                                  |                   |                                                               |
| 3º                          | Wesceslau Nazareno Ponti, OFM Cap.               | 1946 — 1950       | Nomeado administrador apostólico.                             |
| 2º                          | Tommaso da Marcellano, O.F.M.Cap.                | 1938 — 1945       | Faleceu em naufrágio.                                         |
| 1º                          | Evangelista da Cefalonia, O.F.M.Cap.             | 1910 — 1938       | Faleceu.                                                      |
| Administradores apostólicos |                                                  |                   |                                                               |
|                             | Wesceslau Nazareno Ponti, OFM Cap.               | 1950 — 1952       | Eleito primeiro bispo prelado de Alto Solimões.               |
|                             | Adalberto Domingos Marzi, O.F.M.Cap.             | 1959 — 1961       | Foi nomeado bispo prelado.                                    |